# Mesorregión de Itapetininga
La mesorregión de Itapetininga es una de las quince mesorregiones del estado brasileño de São Paulo. Es formada por la unión de 36 municipios agrupados en cuatro microrregiones.

## Microrregiones
- Capão Bonito
- Itapetininga
- Itapeva
- Tatuí